# Camada F3
A camada F3 é uma região ionosférica que se localiza acima da camada F2 em latitudes equatoriais numa altitude presumida entre 500 km e 700 km.

## Formação da camada F3
Após o amanhecer na região equatorial, e, com o avançar da hora, o campo elétrico diurno se dirige para o leste e o campo magnético norte-sul é praticamente paralelo à superfície da Terra. Devida radiação solar há grande produção iônica e os efeitos dinâmicos presentes na alta atmosfera ao longo das linhas de campo, intensificados pela força da gravidade e gradientes de pressão, geram um pico na quantidade de íons. Desta forma, ocorre uma deriva vertical que acaba forçando o plasma para cima, que desloca uma quantidade significativa da F2 para maiores altitudes, ou seja, a camada F2 sobe formando a camada F3.

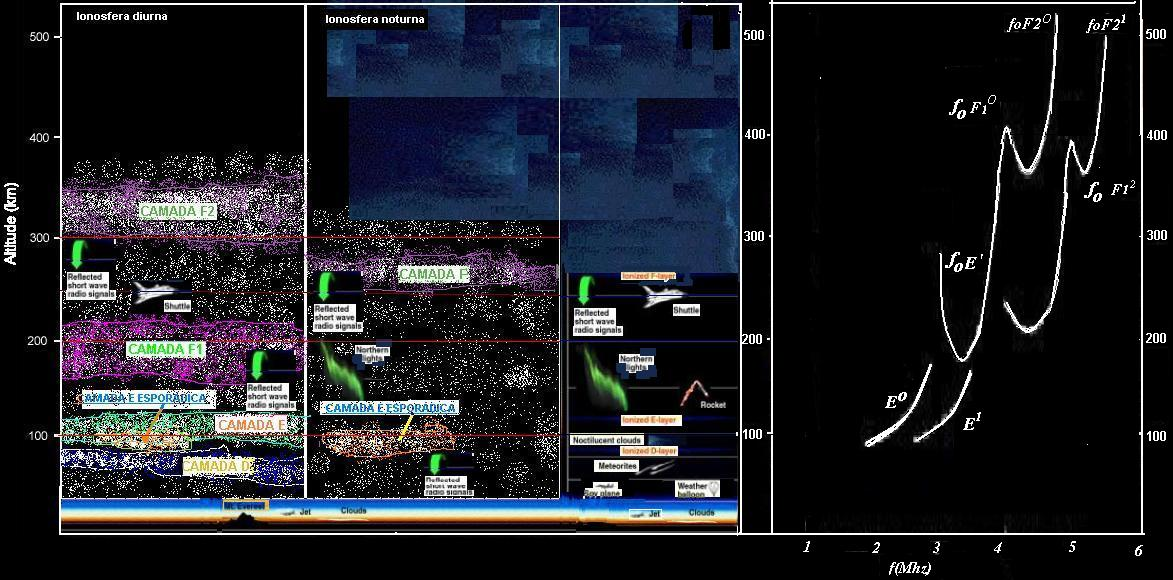
Esquema das camadas ionosféricas

## Recomposição da camada F2
Ao se elevar, F2 deixa uma lacuna, e imediatamente ocorre um desequilíbrio, cujos efeitos químicos e dinâmicos tendem compensar.
Na altitude onde se encontrava anteriormente ocorre nova formação de íons, assim a camada F2 se recompõe na altitude original, e acima permanece a camada F3.

## Dinâmica Ionosférica
Na alta ionosfera é predominante a ação de ventos termosféricos induzidos pelo aquecimento diurno e esfriamento da atmosfera noturna. A mudança térmica afeta as partículas carregadas e o vento neutro. Assim o plasma expande e contrai conforme o gradiente térmico da atmosfera. Os gradientes horizontais de pressão são resultado da expansão térmica da atmosfera terrestre durante o dia, os ventos termosféricos, circulam na ionosfera e interagem com o plasma podendo transportá-la para cima durante a noite. Sua velocidade é reduzida no lado diurno pelo arrasto iônico.
O processo de transporte ocorre na direção da componente do vento neutro ao longo das linhas de campo magnético, produz o transporte da ionização de um hemisfério para outro. A ionização assim, é deslocada para cima no hemisfério noturno, onde o vento é dirigido para o equador, e para baixo no hemisfério diurno, em que o vento é dirigido para os pólos.
Na região do equador terrestre as linhas de campo magnético impedem o escape do plasma para o espaço. Ocorre assim a difusão ao longo das linhas de campo que afeta a distribuição latitudinal da ionização.
A maior densidade eletrônica naquela região se dá a aproximadamente 170° de latitude, formando assim, um pico ao norte e outro ao sul do equador magnético.

## Aparecimento e desaparecimento da camada F3
Quando a ionosfera ganha energia suficiente, o pico de densidade eletrônica de F3 decresce devidos efeitos químicos e dinâmicos. Os efeitos de aparecimento e desaparecimento da camada adicional podem ser percebidos pelo tempo de resposta entre a transmissão e recepção de sinais de rádio, que têm incrementada a reflexão e alcance à medida que a camada sobe.